# Champ de vue

L'angle de vue peut être mesuré horizontalement, verticalement ou en diagonale.

Le champ de vue est la mesure du monde observable tel que vu à un temps donné. Dans le cas d'instruments d'optique ou de capteurs, c'est l'angle solide au travers duquel un détecteur est sensible aux rayonnements électromagnétiques.

## Vision humaine et animale
La capacité visuelle d'un animal n'est pas uniforme à travers le champ de vue, et varie d'un animal à l'autre. Par exemple, la vision binoculaire, qui est à la base de la perception de la profondeur, couvre 114° (horizontaux) du champ visuel chez l'humain ; les 60-70° restants de la vision périphérique n'ont pas de vision binoculaire (car un seul œil peut voir ces parties du champ visuel). Chez certains oiseaux, la vision binoculaire peut descendre à 20° voire 10°.

## Télédétection
En télédétection, l'angle solide au travers lequel un détecteur (c'est-à-dire un pixel du senseur) est sensible aux rayonnements électromagnétiques est appelé champ de vue instantané. C'est une mesure de la résolution spatiale d'un système d'imagerie en télédétection, et est souvent exprimée en dimensions d'aire visible au sol, pour une altitude de senseur donnée. Le champ de vue instantané par pixel est étroitement lié à la notion de taille de pixel résolu, de distance résolue au sol, de distance d'échantillon au sol et de fonction de transfert de modulation.

## Astronomie
En astronomie, le champ de vue est habituellement exprimé comme l'angle solide observé par l'instrument, en degrés carrés, ou pour un instrument à plus fort grossissement, en arc-minutes carrées.
Par exemple, le Wide Field Channel du Advanced Camera for Surveys sur le télescope spatial Hubble a un champ de vue de 10 arc-minutes carrées et son High Resolution Channel en a 0,15. 
Les télescopes terrestres ont de plus grands angles de vue. Le UK Schmidt Telescope a un angle de 30 degrés carrés et le télescope de 1,8 m de Pan-STARRS, a un angle de 7 degrés carrés et le télescope de l'observatoire Vera C. Rubin bénéficie d'un champ de 9,6 degrés carrés. À partir de 2025, le record est détenu par le télescope NEOSTEL de l'ESA, avec un champ de 44 degrés carrés obtenu par un design dit en œil de mouche (fly-eye).
La caméra en infrarouge proche, WFCAM, sur UKIRT, de 0,6 degré carré, tout comme le télescope VISTA.
À leur introduction, les caméras numériques ne couvraient qu'un petit champ de vue par rapport aux plaques photographiques, bien qu'elles les surpassent au niveau de l'efficacité quantique, les intervalles linéaires et dynamiques, de même qu'en simplifiant le processus de traitement de données.